# 阴地蕨
大阴地蕨（学名：Botrychium ternatum），又名阴地蕨、大羽阴地蕨，为瓶尔小草科阴地蕨属下的一个种。